# Réservoir Manic 2
Das Réservoir Manic 2 ist ein Stausee in der kanadischen Provinz Québec. 

## Lage
Das Réservoir Manic 2 liegt in der Region Côte-Nord, rund 25 Kilometer nordwestlich von Baie-Comeau. Seine Fläche beträgt bei Vollstau 114 km².
Der Damm Barrage Manic-2 staut bei (⊙) den Rivière Manicouagan sowie dessen Nebenfluss Rivière Toulnustouc auf. Das zugehörige Wasserkraftwerk Jean-Lesage besitzt eine Leistung von 1145 MW, die Fallhöhe beträgt 70,11 Meter. Es ist seit 2010 nach Jean Lesage, einem früheren Premierminister Québecs, benannt. Der frühere Name des Kraftwerks lautete Manic-2.